# Eifel
Pour l’article ayant un titre homophone, voir Eiffel.
Ne doit pas être confondu avec Eidel.

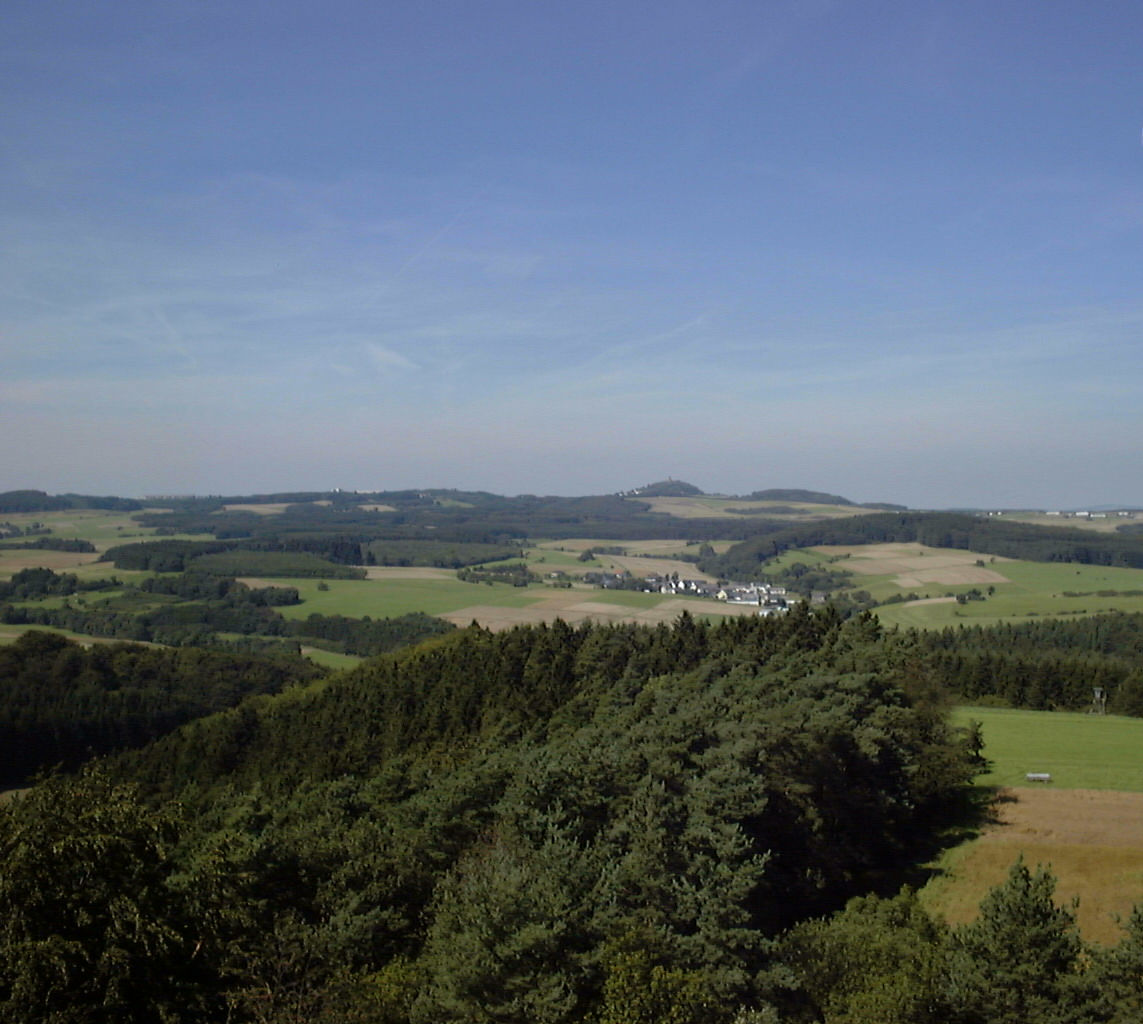
Paysage typique de l'Eifel.

L'Eifel (/ɛfɛl/ ; en allemand : /ˈaɪ̯fl̩/ ) est une région de collines en Allemagne occidentale, au sud de Cologne, et au sud-est des cantons de l'est de la Belgique. Elle occupe le Sud-Ouest de la Rhénanie-du-Nord-Westphalie et le Nord-Ouest de la Rhénanie-Palatinat. Elle fait partie du massif schisteux rhénan et avoisine la Belgique et le Luxembourg.
Elle a donné son nom à l'Eifélien.

## Géographie

### Situation, topographie
L'Eifel est bordée par la Moselle au sud et le Rhin à l'est. Au nord-ouest, elle est prolongée par le plateau des Hautes Fagnes (Hohes Venn) et à l'ouest par l'Ardenne. Ardenne et Eifel sont des régions géophysiquement et géologiquement distinctes[à vérifier] mais géographiquement voisines.
Plusieurs chaînes de collines peuvent être distinguées au sein de l'Eifel :
- le nord de la région est appelé Ahrgebirge et s'étend au nord de la rivière Ahr dans le district d'Ahrweiler ;
- au sud de cette rivière se trouve la Hohe Eifel (littéralement « Haute Eifel »), avec le Hohe Acht (« Haut Huit ») culminant à 747 mètres d'altitude et constituant le plus haut sommet de l'Eifel ;
- à l'ouest, sur la frontière belge, la région est connue sous le nom de Schneifel (ou Schnee-Eifel, littéralement « Eifel neigeuse »), culminant à 697 mètres au Schwarzer Mann (« Homme Noir ») ;
- la partie sud de l'Eifel est moins élevée. Le massif est coupé de plusieurs rivières descendant dans la direction nord-sud vers la Moselle. La plus importante de ces rivières est la Kyll, et la forêt qui la borde est la Kyllwald ;
- au sud de l'Eifel se trouve la Voreifel surplombant la Moselle ;
- le Nürburgring, un des circuits automobiles les plus célèbres du monde, se trouve dans l'Eifel. La partie nord du circuit (Nordschleife) est aussi connue sous le nom d'Enfer Vert (Grüne Hölle) à cause de sa longue, difficile et dangereuse traversée de la forêt.

### Hydrographie
- Rhin
  - Moselle
    - Sûre
      - Prüm
      - Our

    - Kyll
    - Salm
    - Lieser
    - Alf
    - Elz

  - Nette
  - Ahr
  - Erft
- Meuse
  - Helle
  - Rour (en allemand : Rur)
    - Urft
      - Olef

  - Vesdre
    - Inde

### Géologie
Durant les périodes géologiques du Paléogène et du Néogène, l'Eifel a connu une intense activité volcanique. Nombre des collines sont des volcans éteints ou endormis. Les lacs de la région sont généralement des cratères d'origine volcanique appelés des maars. Les dernières éruptions eurent lieu il y a environ 10 000 ans, au début de l'Holocène, dont la plus notable fut la très violente éruption volcanique du lac de Laach.
Une hypothèse est que l'activité volcanique de l'Eifel fut produite par l'existence d'un point chaud dans le manteau terrestre sous-jacent. Des mesures géodésiques ont établi que l'Eifel est actuellement en surrection, et on estime le taux moyen de cette surrection à environ 1 à 2 millimètres par an. Des études ont montré que le volcanisme actif de l'Eifel n'était pas un phénomène continu dans le temps, mais qu'entre deux phases d'activité il existait une phase inactive pouvant durer de dix à vingt mille ans ; se basant sur cette constatation, certains géologues n'excluent pas la possibilité d'éruptions futures, les dernières éruptions ayant eu lieu à une époque peu reculée dans le temps.
D'autre part, cette région connaît une augmentation de son activité sismique, qui s’étend aussi dans les régions voisines que sont :
- tout le limbourgeois belge, néerlandais et allemand autour de Maastricht ;
- le Nord du Grand-Duché du Luxembourg ;
- le Luxembourg belge.

### Villes de l'Eifel
- En Eifel allemande : Adenau, Bad Münstereifel, Bad Neuenahr-Ahrweiler, Bitburg, Daun, Gerolstein, Hillesheim, Kall, Kaisersesch, Kyllburg, Manderscheid, Mayen, Mechernich, Montjoie, Neuerburg, Prüm, Schleiden, Schweich, Wittlich.
- En Eifel belge : Saint-Vith, Bullange, Amblève, Burg-Reuland.
- Villes d'importance des environs : Aix-la-Chapelle, Bonn, Coblence, Cologne, Euskirchen, Liège, Luxembourg, Maastricht, Trèves, Verviers.

## Histoire
Une curiosité archéologique intéressante de la région est l'aqueduc de l'Eifel, un des plus longs aqueducs de l'Empire romain, approvisionnant Cologne en eau.

## Protection environnementale
Depuis 2004, 110 km2 de la région de l'Eifel sont protégés et inclus dans le parc national de l'Eifel.

## Monuments
- La Fraubillenkreuz est un menhir vieux de 5 000 ans qui fut sculpté en forme de croix au début du Moyen Âge.
- Le château d'Eltz, forteresse du XIIe siècle perchée à 129 mètres d'altitude dans la vallée de l'Eltz à Wierschem en Rhénanie-Palatinat, est la propriété de la famille noble Eltz depuis plus de huit siècles[5]. Il se distingue par ses oriels, ses colombages, ses toits pointus et ses huit tours[6].